# Championnat de France de football 1935-1936
Navigation
1934-1935 1936-1937
Le championnat de France de football 1935-1936 est la quatrième édition du championnat de France de football professionnel.
La première division, ou « Division nationale », compte seize clubs. Elle est remportée pour la première fois par le Racing Club de Paris, qui signe à cette occasion un doublé coupe-championnat.

## Clubs participants
| \| Olympique Alès FC Antibes AS Cannes SC Fives Olympique lillois Olympique de Marseille CS Metz FC Mulhouse RC Paris Red Star Olympique Stade rennais UC Excelsior AC Roubaix FC Sète FC Sochaux RC Strasbourg US Valenciennes-Anzin \| Localisation des clubs engagés dans le championnat. |
| Olympique Alès FC Antibes AS Cannes SC Fives Olympique lillois Olympique de Marseille CS Metz FC Mulhouse RC Paris Red Star Olympique Stade rennais UC Excelsior AC Roubaix FC Sète FC Sochaux RC Strasbourg US Valenciennes-Anzin                                                           |

Des seize clubs participants, dix sont des clubs fondateurs et deux sont promus de deuxième division pour la première fois, le CS Metz et l'US Valenciennes-Anzin. Ils s'affrontent dans une poule unique en matchs aller-retour.
| Club                   | En D1 depuis |
| ---------------------- | ------------ |
| Olympique Alès         | 1934         |
| FC Antibes             | 1932         |
| AS Cannes              | 1932         |
| SC Fives               | 1932         |
| Olympique lillois      | 1932         |
| Olympique de Marseille | 1932         |
| CS Metz                | 1935         |
| FC Mulhouse            | 1934         |
| RC Paris               | 1932         |
| Red Star Olympique     | 1934         |
| Stade rennais UC       | 1932         |
| Excelsior AC Roubaix   | 1932         |
| FC Sète                | 1932         |
| FC Sochaux             | 1932         |
| RC Strasbourg          | 1934         |
| US Valenciennes-Anzin  | 1935         |

## Résumé de la saison
L'Olympique lillois, déjà champion en 1933, domine la première moitié de la compétition et compte cinq points d'avance sur le Racing Club de Paris en janvier. En ne perdant cependant que quatre points lors des treize dernières journées, le Racing refait progressivement son retard et prend la tête du championnat le 1er avril.
Le gardien de but international autrichien du Racing Rudi Hiden, un des meilleurs spécialistes de l'époque, manque toute la première moitié de la saison car dans l'attente d'une augmentation il refuse de rejoindre son club et reste en vacances en Autriche. Le président du Racing refuse de céder, et l'affaire traîne plusieurs mois, poussant au recrutement du gardien de but français Francis Roux. Raoul Diagne, habituellement défenseur, remplace Hiden dans les buts du Racing un temps[Quand ?][réf. souhaitée]. Hiden retrouve finalement son club après six mois d'absence, et peut fêter avec ses coéquipiers le titre de champion de France 1936, ainsi que la victoire en finale de la Coupe de France.

## Compétition

### Résultats
| Résultats (▼dom., ►ext.)                                   | OA  | FCA | ASC | SCF | OL  | OM  | CSM | FCM | RCP | RSO | SRUC | EACR | FCS | FCSM | RCS | USVA |
| Olympique Alès                                             |     | 1-2 | 3-1 | 0-3 | 1-1 | 3-3 | 1-1 | 3-3 | 0-2 | 0-0 | 2-6  | 3-2  | 1-2 | 0-0  | 0-2 | 3-5  |
| FC Antibes                                                 | 3-2 |     | 0-1 | 3-1 | 3-1 | 3-2 | 0-0 | 3-2 | 3-9 | 2-0 | 3-1  | 1-0  | 1-4 | 1-3  | 1-1 | 3-1  |
| AS Cannes                                                  | 3-1 | 2-1 |     | 1-0 | 0-0 | 3-1 | 2-1 | 2-2 | 0-2 | 2-1 | 6-0  | 2-3  | 3-2 | 1-0  | 0-2 | 5-1  |
| SC Fives                                                   | 1-2 | 1-1 | 5-1 |     | 1-1 | 1-2 | 3-0 | 3-0 | 2-0 | 2-1 | 1-3  | 1-0  | 3-0 | 2-1  | 0-1 | 3-2  |
| Olympique lillois                                          | 3-0 | 6-3 | 1-1 | 1-0 |     | 1-0 | 3-0 | 4-0 | 4-0 | 2-1 | 0-0  | 3-2  | 0-2 | 2-3  | 4-0 | 3-0  |
| Olympique de Marseille                                     | 2-0 | 4-1 | 3-0 | 3-2 | 1-0 |     | 3-0 | 6-2 | 2-5 | 1-4 | 7-1  | 2-5  | 1-0 | 4-1  | 1-0 | 1-0  |
| CS Metz                                                    | 1-1 | 2-1 | 2-1 | 0-2 | 1-2 | 5-2 |     | 2-1 | 1-2 | 5-1 | 2-0  | 3-5  | 3-1 | 3-2  | 5-1 | 5-4  |
| FC Mulhouse                                                | 3-3 | 2-2 | 2-2 | 3-1 | 2-3 | 3-1 | 3-0 |     | 3-0 | 3-2 | 2-2  | 0-4  | 2-1 | 3-6  | 2-4 | 3-2  |
| RC Paris                                                   | 3-1 | 3-2 | 5-0 | 4-0 | 2-3 | 2-2 | 3-5 | 3-1 |     | 4-1 | 4-0  | 3-2  | 2-1 | 1-1  | 4-1 | 2-1  |
| Red Star Olympique                                         | 1-2 | 4-1 | 0-3 | 1-4 | 0-2 | 0-2 | 6-2 | 7-1 | 1-4 |     | 0-1  | 3-2  | 1-1 | 2-2  | 1-2 | 2-0  |
| Stade rennais UC                                           | 2-0 | 2-1 | 1-3 | 2-3 | 1-1 | 1-1 | 2-0 | 5-1 | 0-3 | 3-0 |      | 2-2  | 1-0 | 1-1  | 2-0 | 1-1  |
| Excelsior AC Roubaix                                       | 1-1 | 2-0 | 2-0 | 4-3 | 1-2 | 1-1 | 2-3 | 4-0 | 0-2 | 6-4 | 1-1  |      | 2-0 | 2-2  | 2-1 | 3-1  |
| FC Sète                                                    | 1-0 | 4-0 | 2-0 | 1-0 | 2-1 | 1-0 | 2-1 | 3-1 | 1-1 | 3-2 | 4-2  | 1-3  |     | 1-4  | 3-1 | 1-1  |
| FC Sochaux                                                 | 7-0 | 5-1 | 1-1 | 0-0 | 1-1 | 4-0 | 6-0 | 0-1 | 2-2 | 0-1 | 2-0  | 6-2  | 2-2 |      | 1-1 | 12-1 |
| RC Strasbourg                                              | 6-1 | 2-1 | 0-2 | 2-1 | 3-2 | 4-1 | 4-0 | 3-0 | 0-1 | 6-0 | 8-0  | 1-0  | 4-0 | 2-1  |     | 4-0  |
| US Valenciennes-Anzin                                      | 2-4 | 0-0 | 2-5 | 1-2 | 1-5 | 2-2 | 3-1 | 8-2 | 5-3 | 0-2 | 3-1  | 4-0  | 5-3 | 0-5  | 1-1 |      |
| - Victoire à domicile - Match nul - Victoire à l'extérieur |     |     |     |     |     |     |     |     |     |     |      |      |     |      |     |      |

### Classement final[1]
| Rang | Équipe                  | Pts | J  | G  | N  | P  | Bp | Bc | GA    |
| ---- | ----------------------- | --- | -- | -- | -- | -- | -- | -- | ----- |
| 1    | RC Paris C              | 44  | 30 | 20 | 4  | 6  | 81 | 45 | 1,800 |
| 2    | Olympique lillois       | 41  | 30 | 17 | 7  | 6  | 62 | 32 | 1,938 |
| 3    | RC Strasbourg           | 39  | 30 | 18 | 3  | 9  | 67 | 37 | 1,811 |
| 4    | FC Sochaux T            | 35  | 30 | 12 | 11 | 7  | 81 | 38 | 2,132 |
| 5    | AS Cannes               | 35  | 30 | 15 | 5  | 10 | 53 | 46 | 1,152 |
| 6    | Olympique de Marseille  | 33  | 30 | 14 | 5  | 11 | 61 | 55 | 1,109 |
| 7    | FC Sète                 | 32  | 30 | 14 | 4  | 12 | 49 | 48 | 1,021 |
| 8    | SC Fives                | 31  | 30 | 14 | 3  | 13 | 51 | 41 | 1,244 |
| 9    | Excelsior AC Roubaix    | 31  | 30 | 13 | 5  | 12 | 65 | 56 | 1,161 |
| 10   | Stade rennais UC        | 28  | 30 | 10 | 8  | 12 | 44 | 62 | 0,710 |
| 11   | CS Metz P               | 27  | 30 | 12 | 3  | 15 | 54 | 69 | 0,783 |
| 12   | FC Antibes              | 25  | 30 | 10 | 5  | 15 | 47 | 68 | 0,691 |
| 13   | FC Mulhouse             | 22  | 30 | 8  | 6  | 16 | 53 | 89 | 0,596 |
| 14   | Red Star Olympique      | 19  | 30 | 8  | 3  | 19 | 49 | 68 | 0,721 |
| 15   | US Valenciennes-Anzin P | 19  | 30 | 7  | 5  | 18 | 57 | 87 | 0,655 |
| 16   | Olympique Alès          | 19  | 30 | 5  | 9  | 16 | 39 | 72 | 0,542 |

Résultat
- Champion de France 1935-1936
- Vice-champion de France 1935-1936

Relégation
- 15e et 16e : relégation en Division 2

Abréviations
T : Tenant du titre

C : Vainqueur de la Coupe de France 1935-36

P : Promus de Division 2
En cas d'égalité entre deux clubs, le premier critère de départage est la moyenne de buts.

### Champions de France
L'effectif du Racing Club de Paris est composé des joueurs suivants :
- Maurice Banide, 26 matchs
- Jorge Branca, 4 matchs
- Lucien Boé, 4 matchs, 1 but
- Raymond Couard, 1 match
- Roger Couard, 22 matchs, 23 buts
- Edmond Delfour, 30 matchs, 4 buts
- Raoul Diagne, 28 matchs
- Maurice Dupuis, 11 matchs
- Henri Fournis, 1 match
- Marcel Galey, 3 matchs
- Jean Gautheroux, 8 matchs
- Rudolf Hiden, 8 matchs
- Gusti Jordan, 30 matchs, 3 buts
- Frederick Kennedy, 29 matchs, 19 buts
- Jules Mathé, 12 matchs, 7 buts
- Robert Mercier, 18 matchs, 8 buts
- Henri Ozenne, 11 matchs, 8 buts
- Francis Roux, 22 matchs
- Roland Schmitt, 18 matchs
- Émile Veinante, 27 matchs, 4 buts
- Aleksandar Zivkovic, 7 matchs, 5 buts
- Entraîneur :  George Kimpton

### Tableau d'honneur
| Montent en D1    | FC Rouen              | RC Roubaix     |
| Descendent en D2 | US Valenciennes-Anzin | Olympique Alès |

## Statistiques
- Meilleure attaque : le RC Paris avec 81 buts marqués (45 à domicile et 36 à l'extérieur)
- Meilleure défense : l'Olympique lillois avec 32 buts encaissés (12 à domicile et 20 à l'extérieur)
- 913 buts sont marqués au cours des 240 matchs de la saison, soit une moyenne de 3,80 buts par match.
- La meilleure affluence de la saison est enregistrée lors du match RC Paris - Olympique Lillois au Parc des Princes le 26 janvier 1936 avec 27 193 spectateurs[réf. souhaitée].
- Le 25 août 1935, l'international suisse André Abegglen (FC Sochaux) marque sept buts lors du match contre l'US Valenciennes-Anzin. C'est le record du genre en D1 française. Il sera égalé deux ans plus tard par Jean Nicolas (FC Rouen), le 1er mai 1938[réf. souhaitée].

## Effectifs
345 joueurs participent au championnat, soit le même nombre que la saison précédente, dont 21 joueurs disputent l'ensemble des rencontres de la saison avec leur club : 
- Trois gardiens de but : Pierre Vandini (Cannes), Robert Défossé (Olympique lillois) et Léon Papas (Strasbourg).
- Huit défenseurs : André Masset (Antibes), Albert Dhulst (Excelsior), Arsène Casy (Mulhouse), Gabriel Lalloué (Sochaux), Georges Beaucourt (Olympique lillois), Émile Scharwath (Strasbourg), Joseph Gonzalès (Fives) et Franz Pleyer (Rennes).
- Six milieux de terrain : Fernand Amand, Pierre Fecchino (Antibes), Noël Liétaer (Excelsior), Edmond Delfour, Auguste Jordan (RC Paris) et Émilien Méresse (Fives).
- Quatre attaquants : Joseph Rodriguez dit « Rodriguez I » (Excelsior), Ali Benouna (Sète), Andrew Higgins (Olympique lillois) et Alfred Aston (Red Star).

Papas, Dhulst, Casy et Aston figuraient déjà sur la liste des « assidus » la saison dernière.
Avec 25 joueurs différents alignés, Alès fait appel à l'effectif le plus nombreux. À l'inverse, Lille et Sète utilisent seulement 18 joueurs.
| Club                         | Effectifs utilisés en première division en 1935-36 (matchs joués, buts marqués)[réf. souhaitée] |
| ---------------------------- | --- |
| RC Paris Champions de France | Maurice Banide (26), Jorge Branca (4), Lucien Boé ou Bohé (4, 1), Raymond Couard (1), Roger Couard (22, 23), Edmond Delfour (30, 4), Raoul Diagne (28), Maurice Dupuis (11), Henri Fournis (1), Marcel Galey (3), Jean Gauteroux (8), Rudi Hiden (8), Gusti Jordan (30, 3), Frederick Kennedy (29, 19), Jules Mathé (12, 7), Robert Mercier (18, 8), Henri Ozenne (11, 8), Francis Roux (22), Roland Schmitt (18), Émile Veinante (27, 4), Aleksandar Zivkovic (7, 5). (1 but contre son camp de Daumin du Red Star). Entraîneur : George Kimpton |
| Olympique Alès               | Aoued (29), Bandon (3), Becic (11), Begio (1), Bernardi (23), Bousquet (2), Cabannes (24), Cellar (16), Dautheribes (13), Eybalin (7), Gebellin (23), Herczeg (7), Janin (5), Langeard (6), Laurent (24), Mary (5), Mazelle (2), Lioch (8), Nègre (2), Padron (21), Petit (28), Pybert (21), Rodriguez (17), Smoker (7), Somlaï (25). (1 but contre son camp de Cernicky de Fives et 1 de Heil de Valenciennes). |
| FC Antibes                   | Amand (30), Auvergne (12, 1), Bonnel (1), Cavalera (2), Chaniel (2), Dupuis (8, 3), Ehms (27), Fecchino (30, 1), Guidicelli (10, 1), Grunbaum (10), Hudecek (20, 9), Kauffmann (11), Kern (25, 9), Martin (6), Marzelli (2), Masset (30), Meliga (26, 1), Mosselli (23, 6), Planquès (25, 12), Semeria (29, 2) et Stuerga (1). (1 but contre son camp de Conchy de Marseille) |
| AS Cannes                    | Babineck (14, 4), Bardot (12, 1), Begnis (1), Borges (1), Calecca (1), Cauvin (2), Cler (27, 1), Cornilli (22), Finn (18), Franceschetti (29, 23), Guimbard (25, 8), Kekeiss (14), Kovacs (20, 5), Miquel (18, 2), Mori (18), Pasquini (19, 4), Pawlack (17), Schwartz (28), Tourniaire (13), Trenna (1) et Vandini (30). (1 but contre son camp de Bernardi et 1 but de pénalité attribué par la commission) |
| SC Fives                     | Bara (1, 1), Berry (1), Bourbotte (29), Chalvidan (27, 7), Cernicky (23), Cheuva (26, 7), Conotte (5), Czubach (12, 4), Dalheimer (27), Dhoat (1), Deloose (1), Delourme (5), Gonzalès (30), Jankowski (1), Juszezyck (1), Jean Lauer (27, 18), Jos Lauer (11), Leleu (19), Méresse (30), Saint-Pé (13, 6), Sefelin (28), Synaghel (2), Van de Putte (2) et Wasilcwski (8, 2). (1 but contre son camp de Hummel de Strasbourg) Entraîneur : George Berry                                                                                          |
| Olympique lillois            | Bariseau (7, 1), Beaucourt (30, 1), Bigot (22, 14), Cahours (21), Cantegrit (1), Cléau (29), Decottignies (23, 10), Défossé (30), Delannoy (20, 7), Grauby (17), Higgins (30, 12), Laurent (1), Leblanc (1), Lukacs (12, 3), Muller (10, 4), Vandooren (29), Volante (24, 1) et Windner (23, 7). (1 but contre son camp de Bourbotte de Fives et 1 de Desrousseaux de l'Excelsior) Entraîneur : Ted Magner |
| Olympique de Marseille       | Alcazar (26, 11), Bastien (29, 2), Bistolfi (2), Bruhin (17), Cavalli (11), Conchy (20), Crut (1), Curcuru (11), Di Lorto (26), Durand (15, 1), Eisenhoffer (3, 1), Erévanian (2), Gorelli (3), Janin (23, 4), Kohut (29, 9), Kurka (25), Mester (16, 3), Pascal (4), Rabih (3), Roviglione (18, 4), Zatelli (19, 15) et Zermani (27, 7). (1 but contre son camp de Petit d'Alès) Entraîneur-joueur : Joseph Eisenhoffer |
| CS Metz                      | Altuna (8, 2), Archen (7), Buhrer (4, 1), Fosset (25, 1), Gara (6), Gottwald (20, 8), Hanke (27, 7), Hauswirth (23), Hibst (26), Kappé (29), Lorrain (1), Manville (1), Marchal (24, 1), Muller (4, 1), Nuic (12, 1), Roger (19, 9), Rohrbacher (28, 10), Schobert (2, 2), Thomas (2), Van Caeneghem (18, 10), Watrin (14), Weigarten (2, 1) et Zehren (28). Entraîneur : Peter Fabian |
| FC Mulhouse                  | Badina (13), Bilger I (16, 1), Bilger II (1), Brehm (7, 1), Casy (30), Flegel (15, 10), Gasco (5), Gruenfeld (19, 7), Harthong (21, 1), Heinrich (18, 1), Hornus (13), Kauffmann (27, 8), Korb (27, 2), Kumhoffer (23), Loewinger (8), Naegelen (7, 3), Reiminger (3, 1), Springnisfield (1, 1), Unser (26), Vovard (17), Weselik (25, 14) et Zolg (8). (1 but contre son camp d'Andoire du Red Star, 1 de Lalloué de Sochaux et 1 de Franquès de Sète). Entraîneur : Fritz Kerr                                                                  |
| Red Star Olympique           | Acht (14), Andoire (25), Andrieux (2), Aston (30, 5), Burlotte (19), Chantrel (24), Conchy (23, 1), Daumin (18, 1), Delmer (23), Dominique (12), Gonzalès (16), Laporte (12, 1), Lorentz (12), Morel (9), Moulet (5), O'Neill (21, 11), Penot (1), Pinel (3), Pohan (9), Sas (21, 12), Schweitzer (4), Ségaux (13, 8) et Stábile (14, 10). Entraîneur-joueur : Guillermo Stábile. |
| Stade rennais UC             | Bambridge (27), Barlemann (23, 3), Belliard (1), Boccon (18, 2), Braun (28), Castro (19, 5), Chauvel (27, 5), Collet (2), Delourme (6), Fitoussi (2), Gardet (14), J. Laurent (26, 1), Le Guerrier (8, 2), Le Moal (4), Lopez (16, 3), Mayboek (13, 9), Pleyer (30), Rose (26, 1), Rouxel (9, 1), Schneider (5), Villacampa (18) et Wollweiler (13, 8). (1 but contre son camp d'Hummel de Strasbourg, 1 de Gonzalès de Fives, 1 de Llense de Sète et 1 d'O'Neil du Red Star). Entraîneur-joueur : Josef Schneider                                |
| Excelsior AC Roubaix         | Ackermann (2), Barbieux (4), Brouwers (23), Camporciero (1), Sécember (21, 17), Desrousseaux (28), Dhulst (30), Frutoso (25, 6), Martin (28, 10), Gonzalès (28), Hiltl (29, 15), Jaeger (1), Kalmar (16, 3), Liétaer (30), McCabe (1), Ortin (20), Renwick (3, 2), Rodriguez I (30, 9), Rodriguez II (2, 2), Schweiger (3), Vermeuren (3, 1) et Vincent (2). |
| FC Sète                      | Acimovic (28), Ben Bouali (28), Benouna (30, 4), Bouzat (5), Charles (1), Chincholle (4), Clarenc (6, 2), Cros (14, 1), Franques (29), Gabrillargues (26, 5), Gérard (28, 6), Hillier (27), Iriondo (14, 14), Koranyi (17, 7), Llense (25), Médan (15), Monsallier (29, 6) et Weiskopf (4, 3). (1 but contre son camp pour Ehms d'Antibes) |
| FC Sochaux                   | Abegglen (19), Belko (10), Cazals (1), Courtois (28), Duhart (17), Finot (16), Gougain (20), Hug (10), Jacquin (6), Lalloué (30), L. Laurent (7), Lehmann (26), Leslie (18), Libérati (6), Mattler (29), Maschinot (7), Pretto (3), Rafaat (4), Sarrieux (4), Simonyi (15), Szabo (25), Wagner (27) et Williams (2). (1 but contre son camp pour Brouwers de l'Excelsior, 1 pour Petit d'Alès, 1 pour Cornilli de Cannes et d'Ortin de l'Excelsior). Entraîneur : Conrad Ross puis André Abegglen, comme entraîneur-joueur                        |
| RC Strasbourg                | Bauer (25), Cay (7, 2), Chloupeck (12, 5), Fettig (2), Guerhard (1), Halter (28), Heisserer (28, 13), Hoffmann (15, 2), Hummel (28), C. Keller (28, 8), F. Keller (17, 5), Papas (30), Rieth (1), Rohr (28, 28), Schaden (28, 1), Scharwath (30), Streicher (6), Veillard (2), Walk (13, 2) et Zeh (1). (1 but contre son camp de Szabo de Sochaux). Entraîneur : Josef Blum |
| US Valenciennes-Anzin        | Buirette (12), Chardar (27), Ducatellon (12), Gibson (9, 4), Heil (17), Ignace (28, 11), Kovacs (10), Meuris (27), Motschmann (26, 10), O'Dowd (10), Parmentier (18), Peiffert (7), Pinteau (25, 14), Plummer (18, 6), Russel (1), Thiery (20), C. Tison (19), S. Tison (1), Waggi (29, 10) et Whitehouse (14, 1). (1 but contre son camp de Défossé de Lille). Entraîneur : Griffiths |

### Meilleurs buteurs
| Place | Joueur                | Nationalité | Club                   | Buts |
| ----- | --------------------- | ----------- | ---------------------- | ---- |
| 1er   | Roger Courtois        | France      | FC Sochaux             | 34   |
| 2e    | Oskar Rohr            | Allemagne   | RC Strasbourg          | 28   |
| 3e    | Antoine Franceschetti | France      | AS Cannes              | 23   |
| -     | Roger Couard          | France      | RC Paris               | 23   |
| 5e    | Frederick Kennedy     | Angleterre  | RC Paris               | 19   |
| 6e    | Jean Lauer            | France      | SC Fives               | 18   |
| 7e    | Jean Sécember         | France      | Excelsior AC Roubaix   | 17   |
| 8e    | André Abegglen        | Suisse      | FC Sochaux             | 16   |
| 9e    | Henri Hiltl           | Autriche    | Excelsior AC Roubaix   | 15   |
| -     | Mario Zatelli         | France      | Olympique de Marseille | 15   |

### Sources
- Almanach de Football, 1936